# لايلي ويست
لايلي ويست (بالإنجليزية: Lyle West)‏ هو لاعب كرة قدم أمريكية أمريكي، ولد في 20 ديسمبر 1976 في كولومبوس في الولايات المتحدة.

## وصلات خارجية
- لايلي ويست على موقع مرجع كرة القدم المحترفة.كوم (الإنجليزية)